# 브루스 베넷

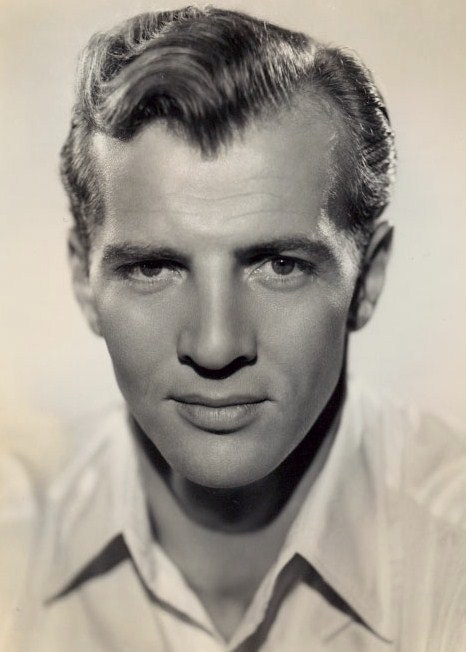
브루스 베넷 (1940년경)

해럴드 허먼 브릭스(Harold Herman Brix, 1906년 5월 19일 ~ 2007년 2월 24일) 또는 브루스 베넷(Bruce Bennett)은 미국의 배우이자 포환던지기 부문의 올림픽 은메달리스트이다.

## 생애
브릭스는 독일의 이민자 가정에서 넷째 아이로 태어났다.
1928년 하계 올림픽에서 포환던지기 부문에서 은메달을 수상했다.

## 출연 영화
- 시에라 마드레의 황금 (1948년) - James Cody 역
- 태스크 포스 (1949년) - McCluskey 역
- 외야의 천사들 (1951년) - Saul Hellman 역
- 러브 미 텐더 (1956년) - Maj. Kincaid 역